# 金属栅

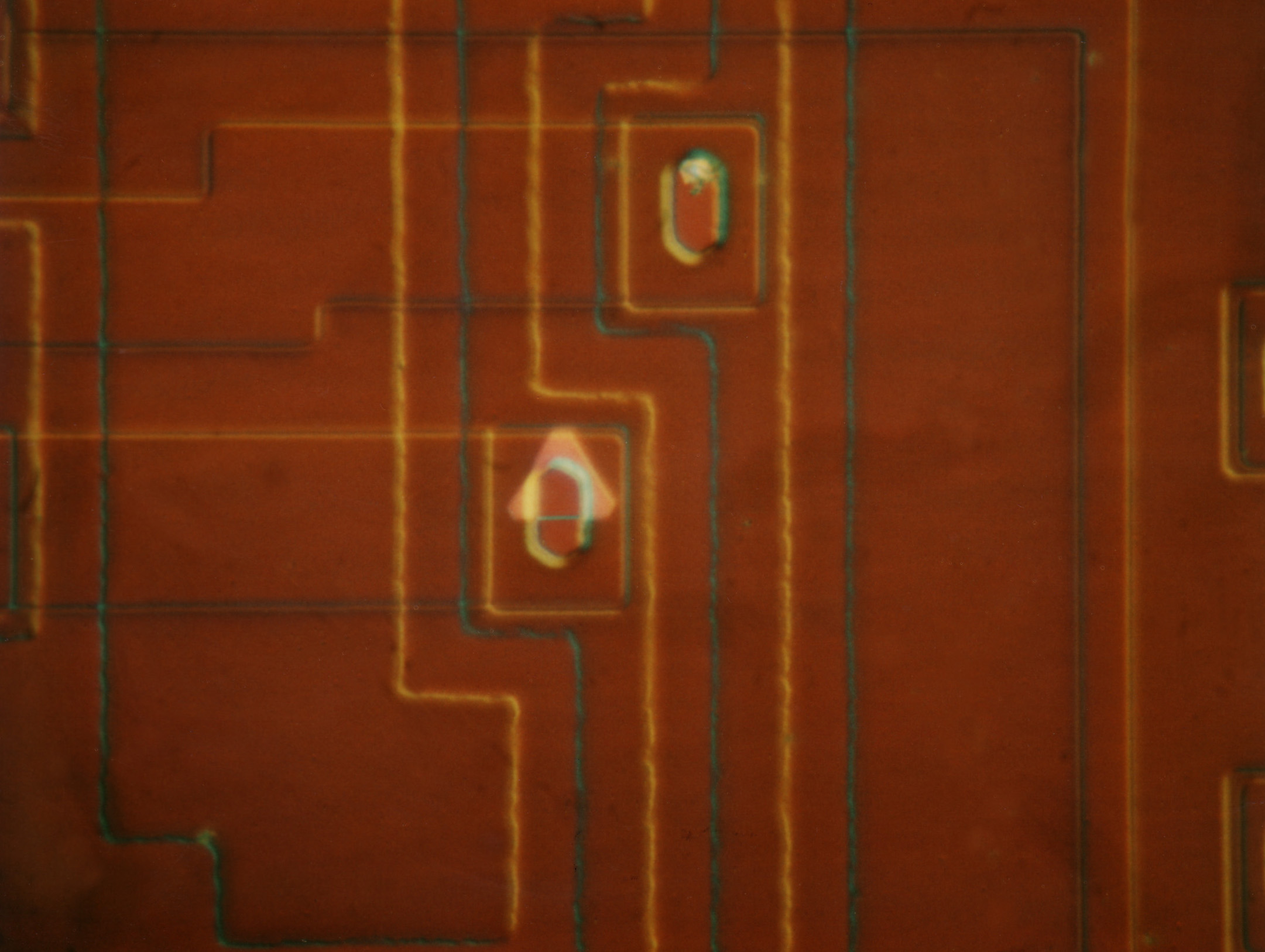
铝在<111>硅中合金化形成凹坑。这是在去除集成电路铝层后通过化学腐蚀显现的。

金属栅（metal gate），指在横向金屬氧化物半導體（MOS）结构中，栅电极与晶体管通道之间由氧化层隔开——其栅材料为金属。自20世纪70年代中期以来，大多数MOS晶体管中“M（金属）”已被多晶硅取代，但名称仍沿用。

## 铝栅
首个MOSFET由Mohamed M. Atalla和Dawon Kahng在1959年于贝尔实验室制造，1960年实现演示。他们采用硅作为沟道材料，并使用非自对准的铝栅。铝栅金属（通常在真空蒸发室内沉积在晶圆表面）在20世纪 70年代初期非常常见。

## 多晶硅
到了20世纪70年代末，业界由于制造复杂性及性能问题，逐渐放弃在金屬氧化物半導體结构中使用铝作为栅材。一种称为多晶硅（高度掺杂的多晶硅晶粒）被用来替代铝。
多晶硅可通过化学气相沉积（CVD）轻松沉积，且能耐受后续高温（900–1000 °C以上）处理——而金属则不能。尤其是，金属（常为铝）在热退火步骤中容易与硅扩散合金化，导致短路。尤其是在晶体取向为〈1 1 1〉的硅晶圆上，铝在高温加工中与硅过度合金化，会在铝下方的源极或漏极区域和基底的冶金结之间形成金属化短路，造成无法修复的电路失效。这些短路由金字塔状的硅-铝合金尖刺向下贯入硅晶圆。铝在硅上的实际高温退火极限约为450  °C。多晶硅还适合制造自对准栅。在栅极就位后进行源极和漏极掺杂剂注入或扩散，通道与栅极完全对准，无需额外光刻步骤，从而避免层间错位。

## NMOS和CMOS
在NMOS逻辑和CMOS技术中，随着时间和温度的推移，栅结构所施加的正电压会导致门介质下的正电性钠杂质扩散，通过栅介质迁移到电性较低的通道表面。那里正电荷对通道形成的影响更显著，降低了N沟道晶体管的阈值电压，并可能随着时间引发故障。而早期的PMOS逻辑技术对这一效应不敏感，因为正电的钠离子被负电的栅极吸引，远离通道，减少了阈值电压的漂移。20世纪70年代的N沟道金属栅工艺对洁净度（无钠存在）要求极高，制造成本居高不下。虽然多晶硅栅也对这种现象敏感，但在后续的高温工艺中可暴露于少量HCl气体（常称为“Getter”），与钠反应生成NaCl并随气流排出，形成基本无钠的栅结构，极大提高了可靠性。

但实用掺杂水平的多晶硅电阻并非接近零，对晶体管的栅电容的充放电而言并不理想，可能导致电路速度下降。

## 现代工艺重返金属
从45纳米制程起，金属栅技术重新被采用，并配合使用由英特尔率先采用的高介电材料。
NMOS的金属栅电极候选材料包括Ta、TaN、Nb（单金属栅）；PMOS通常由WN/RuO₂构成（金属栅常由两层金属组成）。这种方案可提升通道的应变能力，并使栅内电子排列减少电流扰动（震荡）。

## 相关
- 栅氧化层
- 多閘極電晶體